# أغسطس ألت
أغسطس ألت (بالإنجليزية: Augustus Alt)‏ هو عسكري أسترالي، ولد في 1731، وتوفي في 9 يناير 1815 في City of Parramatta ‏ في أستراليا.